# Glinka (obwód brzeski)
Glinka (biał. Глінка; ros. Глинка) – agromiasteczko na Białorusi, w obwodzie brzeskim, w rejonie stolińskim, w sielsowiecie Glinka, przy drodze republikańskiej .
Siedziba parafii prawosławnej; znajduje się tu cerkiew pw. św. Paraskiewy.
W pobliżu wsi znajduje się kopalnia torfu Glinka.

## Historia
W drugiej połowie XIX w. opisywana jako odludna wieś położona wśród bagien i lasów. Ówcześni mieszkańcy Glinki trudnili się rolnictwem i myślistwem. 
Na początku XX w. miejscowość należała do de Virionów herbu Leliwa. 
W dwudziestoleciu międzywojennym leżała w Polsce, w województwie poleskim, w powiecie stolińskim, do 18 kwietnia 1928 w gminie Terebieżów, następnie w gminie Stolin. Po II wojnie światowej w granicach Związku Sowieckiego. Od 1991 w niepodległej Białorusi.